# Anpao Dorsa
Anpao Dorsa zijn lage heuvelruggen op de planeet Venus. De Anpao Dorsa werden in 1997 genoemd naar Anpao, geest van de dageraad in de Dakota-cultuur.
De richels hebben een lengte van 550 kilometer en bevinden zich in het quadrangle Pandrosos Dorsa (V-5).